# Живко Никодијевић
Живан Живко Никодијевић (1857–1883) био је један од вођа Тимочке буне. Осуђен на смрт и стрељан 6. новембра 1883. године.

## Биографија
Живан Никодијевић рођен је 1857. године у Бољевцу, где је живео и радио као столар (тишлер) и трговац. Од оснивања Народне радикалне странке 1881. био је члан одбора странке за бољевачки срез, којим је председавао поп Милија Петровић. 

### Тимочка буна
Узео је веома активно и истакнуто учешће у Тимочкој буни. Након побуне у Кривом виру 21. октобра 1883, на челу малог одреда устаничке коњице обилазио је села бољевачког среза и подизао сељаке на оружје, упућујући их у главни устанички логор на Честобродици. По изјавама сведока, претио је куршумом у чело сваком ко не пође у устанички логор. У селу Горња Бела Река 25. октобра заробио је бољевачког среског начелника Вићентија Бешевића заједно са двојицом пандура и отерао их на Честобродицу. Сутрадан упао је у књажевачки округ и у селу Мариновцу заробио начелника тимочког среза Алексу Милићевића. Са својим одредом учествовао је у нападу на Зајечар 27. октобра, али је током битке збачен са коња (кога је само два дана раније одузео начелнику Бешевићу) и заробљен.

### Суђење
Преки суд у Зајечару судио му је за велеиздају од 1. до 5. новембра 1883, заједно са устаничким вођама Милијом Петровићем и Миленком Првуловићем. На суду је признао своју кривицу, али се правдао да је у побуну морао да уђе због сиротиње, која је тражила комуну и која би га у противном убила као богаташа. Такође, тврдио је да је само извршавао наређења главних вођа устаника у Бољевцу, Маринка Ивковића и Жике Миленовића. Сва тројица су 5. новембра 1883. осуђени на смрт и стрељани сутрадан на Краљевици код Зајечара, где су и сахрањени у необележеним гробовима. На том месту је 1940. подигнут Споменик стрељаним жртвама Тимочке буне.